# Котельное (Тотемский район)
Котельное — посёлок в Тотемском районе Вологодской области.
Входит в состав Погореловского сельского поселения, с точки зрения административно-территориального деления — в Погореловский сельсовет.
Расположен при впадении реки Тиксна в Сухону. Расстояние по автодороге до районного центра Тотьмы — 68,5 км, до центра муниципального образования деревни Погорелово — 17,5 км. Ближайшие населённые пункты — Комарица, Светица, Топориха.
По переписи 2002 года население — 56 человек (30 мужчин, 26 женщин). Преобладающая национальность — русские (95 %).